# Kai-Philipp Stief
Kai-Philipp Stief (* 1979) ist ein ehemaliger deutscher Footballspieler.

## Laufbahn
Zu Jugendzeiten spielte Stief als Torwart Fußball beim VfL Wolfsburg und weilte 1996/1997 zeitweise als Austauschschüler an der Piper High School im US-Bundesstaat Florida. Stief, ein 1,90 Meter großer Verteidigungsspieler und Kicker, spielte ab 2005 für die Hamburg Blue Devils in der höchsten deutschen Football-Liga, der GFL. 2007 nahm Stief, der Sportwissenschaft studierte, mit der deutschen Nationalmannschaft an der Weltmeisterschaft teil und erreichte den dritten Platz. Stief blieb bis 2008 bei den Hamburgern. Später spielte er bei den Nürnberg Rams. Beruflich wurde er beim Sportartikelhersteller Adidas tätig.